# Grocholice, Distrito de Poddębice
Grocholice [ɡrɔxɔˈEncendido͡sɛ] es un pueblo ubicado en el distrito administrativo de Gmina Poddębice, dentro del Distrito de Poddębice, Voivodato de Łódź, en Polonia central. Se encuentra aproximadamente a 10 kilómetros al oeste de Poddębice y a 47 kilómetros al oeste de la capital regional Lodz.